# Jean-Jacques Salverda de Grave

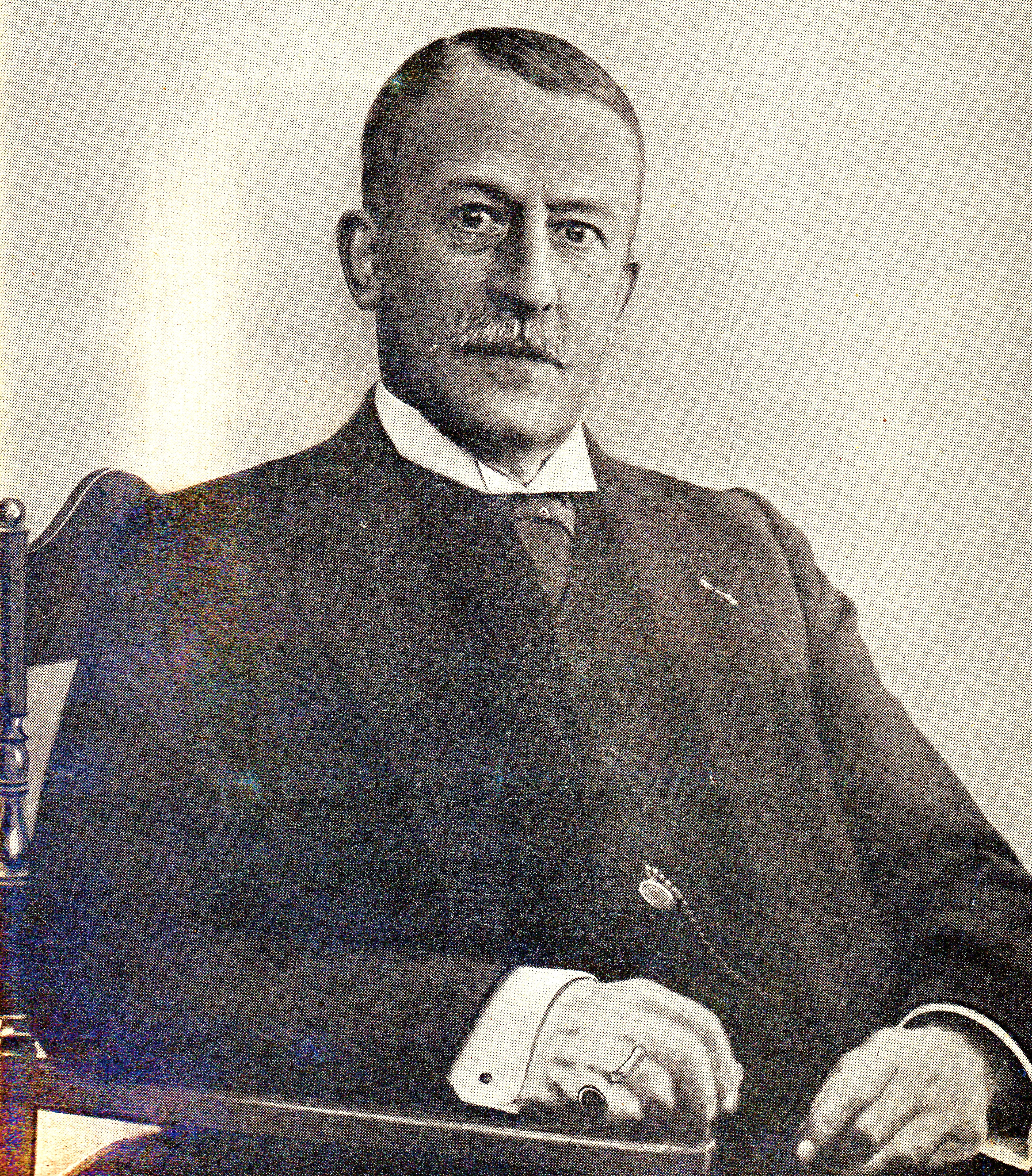
Jean-Jacques Salverda de Grave

Jean-Jacques Salverda de Grave (* 18. März 1863 in Noordwijk; † 22. März 1947 in Den Haag) war ein niederländischer Romanist, Provenzalist und Mediävist.

## Leben und Werk
Salverda de Grave war Nachkomme einer französischen Hugenottenfamilie. Er studierte in Groningen bei Anton Gerard van Hamel, in Paris bei Gaston Paris und in Freiburg bei Emil Levy. Er promovierte in Groningen mit Introduction à une édition critique du roman d'Énéas (Den Haag 1888). Von 1887 bis 1896 unterrichtete er die spätere Königin Wilhelmina in den Fächern Niederländisch, Französisch, Geschichte und Erdkunde. Er lehrte ab 1897 an der Universität Leiden, von 1907 bis 1920 als ordentlicher Professor für romanische Philologie an der Universität Groningen und von 1920 bis zu seiner Emeritierung 1933 an der Universität Amsterdam. 1916 war er Mitbegründer der Zeitschrift Neophilologus.
Salverda de Grave war ab 1923 Mitglied der Königlich-Belgischen Akademie der Wissenschaften und ab 1946 der Académie des inscriptions et belles-lettres in Paris. Seit 1910 war er Mitglied der Königlich Niederländischen Akademie der Wissenschaften. Er war Ehrendoktor der Universitäten Paris und Brüssel.

## Veröffentlichungen (Auswahl)
- Caxton's Eneydos, 1490, London 1890, 1962
- Eneas. Texte critique, Halle a.S. 1891
- Essai sur quelques groupes de mots empruntés par le néerlandais au latin écrit, Amsterdam 1900
- mit A. Bourquin: Grammaire française, à l'usage des Néerlandais, Leiden 1901
- Le troubadour Bertran d’Alamanon, Toulouse 1902, New York/London 1971
- mit Alfred Jeanroy (Hrsg.): Poésies de Uc de Saint-Circ, Toulouse 1913, New York/London 1971
- De Franse woorden in het Nederlands, Amsterdam 1906, 1920
- L’influence de la langue française en Hollande  d'après les mots empruntés, Paris 1913
- Dante, Amsterdam 1921
- Over de beklemtoonde klinker in amour en enkele andere woorden, Amsterdam 1921
- Stroffen in Gormont et Isembart, Amsterdam 1922
- De Troubadours, Leiden 1917, 1925
- Eneas, roman du XIIe siècle, 2 Bde., Paris 1925–1929, 1964–1968, 1973, 1983–1985, 1997
- mit Erik Staaff: L'enseignement du français en Hollande et en Suède, Paris 1926
- Uit het gebied der Romaanse letteren, Haarlem 1928
- Un livre de compte du XVIe siecle, Amsterdam 1930
- La Hollande, Paris 1932 (Vorwort von Ferdinand Brunot)
- mit E. M. Meijers: Des lois et coutumes de Saint-Amand, Haarlem 1934
- Observations sur l'art lyrique de Giraut de Borneil, Amsterdam 1938
- Levensbericht van Ferdinand Brunot (6. November 1860 – 20 Januari 1938), in: Jaarboek der Koninklijke Nederlandsche Akademie van Wetenschappen 1937–1938
- mit E. M. Meijers: Le livre des Droits de Verdun, Haarlem 1940
- mit E. M. Meijers, Jean Schneider: Le droit coutumier de la ville de Metz au moyen âge, I: Jugements du maître-échevin de Metz au XIVe siècle, Haarlem 1951